# XO-6b
XO-6bとは、地球から760光年（230パーセク）ほど離れた場所に位置する恒星 XO-6の周りを公転している太陽系外惑星である。XO望遠鏡のチームによって発見された。

## 特性
XO-6bはホット・ジュピターである。XO-6bの主星であるXO-6は、自転が速く、XO-6bの公転周期よりも自転周期が速くなっている。